# Terry Callaghan
Pour les articles homonymes, voir Callaghan.
Terence Vincent Callaghan (né le 11 mars 1945) est un biologiste britannique spécialisé dans l'écologie de l'Arctique. Une grande partie de son travail sur les plantes arctiques a lieu à Abisko, dans l'extrême nord de la Suède, basé à la station de recherche scientifique d'Abisko où il est directeur,. Il est l'un des principaux auteurs du chapitre du quatrième rapport d'évaluation du GIEC sur les Régions polaires,.

## Biographie
Callaghan est né à Stockport et grandit à Levenshulme à Manchester et fait ses études à la Burnage Grammar School. Il obtient un baccalauréat ès sciences de l'Université de Manchester en 1967 et un doctorat de l'Université de Birmingham en 1972 pour des études écophysiologiques et taxoniques sur Phleum alpinum.
Les recherches de Callaghan portent sur l'environnement arctique et subarctique et l'écologie des plantes, les animaux et les processus écosystémiques ,, notamment les réponses écologiques au changement climatique,, les concentrations atmosphériques de dioxyde de carbone et les UV rayonnement -B. Il occupe des postes universitaires à l'Institut d'écologie terrestre, à l'Université de Sheffield, à l'Université de Manchester, à l'Université d'York et à l'Université d'État de Tomsk.
Callaghan reçoit le prix international Zayed pour l'environnement en 2007, la médaille Vega de la Société suédoise d'anthropologie et de géographie en 2011, la médaille du Comité international des sciences de l'Arctique en 2017. Il est nommé Compagnon de l'Ordre de Saint-Michel et Saint-Georges (CMG) lors des honneurs du Nouvel An 2018 pour ses services visant à faire progresser les connaissances et la collaboration internationale dans le domaine des sciences de l'Arctique.